# Asura phryctopa
Asura phryctopa là một loài bướm đêm thuộc phân họ Arctiinae, họ Erebidae.